# Woburn (Massachusetts)
Woburn és una població dels Estats Units a l'estat de Massachusetts. Segons el cens del 2008 tenia 36.871 habitants.

## Demografia
Segons el cens del 2000, Woburn tenia 39.684 habitants, 14.997 habitatges, i 9.658 famílies. La densitat de població era de 1.135,4 habitants/km².
Dels 14.997 habitatges en un 26,8% hi vivien nens de menys de 18 anys, en un 49,5% hi vivien parelles casades, en un 10,9% dones solteres, i en un 35,6% no eren unitats familiars. En el 28,7% dels habitatges hi vivien persones soles el 10,1% de les quals corresponia a persones de 65 anys o més que vivien soles. El nombre mitjà de persones vivint en cada habitatge era de 2,47 i el nombre mitjà de persones que vivien en cada família era de 3,09.
Per edats la població es repartia de la següent manera: un 21,1% tenia menys de 18 anys, un 6,9% entre 18 i 24, un 34,9% entre 25 i 44, un 21,8% de 45 a 60 i un 15,4% 65 anys o més.
L'edat mediana era de 38 anys. Per cada 100 dones de 18 o més anys hi havia 93,1 homes.
La renda mediana per habitatge era de 54.897 $ i la renda mediana per família de 66.364$. Els homes tenien una renda mediana de 45.210 $ mentre que les dones 33.239$. La renda per capita de la població era de 26.207$. Entorn del 4,5% de les famílies i el 6,1% de la població estaven per davall del llindar de pobresa.

## Poblacions més properes
El següent diagrama mostra les poblacions més properes.

## Incident de contaminació de les aigües subterrànies
Woburn va ser l'escenari d'una greu crisi de contaminació de l'aigua. Entre mitjans i finals de la dècada dels 70, la comunitat local es va preocupar per l'alta incidència de leucèmia infantil i altres malalties, especialment a la zona de Pine Street, a l'est de la localitat. Després que es trobaren alts nivells de contaminació química als pous G i H de la ciutat de Woburn el 1979, alguns membres de la comunitat van sospitar que la incidència inusualment alta de leucèmia, càncer i una gran varietat d'altres problemes de salut estava relacionada amb la possible exposició a compostos orgànics volàtils a les aigües subterrànies bombejades dels pous G i H.
El maig del 1982, una sèrie de ciutadans els fills dels quals havien mort de leucèmia o l'havien desenvolupada van presentar una demanda civil contra dues corporacions, W. R. Grace and Company i Beatrice Foods. La filial de Grace, Cryovac, i Beatrice van ser acusades de contaminar les aigües subterrànies mitjançant l'eliminació inadequada de tricloroetilè (TCE), percloroetilè (perc o PCE) i altres dissolvents industrials a les seves instal·lacions de Woburn, prop dels pous G i H.
En una decisió controvertida, el jutge Walter Jay Skinner dictaminà que els jurats haurien de respondre preguntes que ells i molts altres consideraven confuses. Beatrice va ser absolta i Grace només va pagar 8 milions de dòlars, un terç dels quals es van destinar als advocats i als honoraris dels advocats. Un informe de l'Agència de Protecció Ambiental dels Estats Units va trobar més tard Beatrice i Grace responsables de la contaminació i hagueren de pagar la neteja tòxica més gran i més cara de la història dels EUA, amb un cost que arribà als 68 milions de dòlars.
Jonathan Harr va escriure un llibre titulat A Civil Action sobre el cas. El 1998 el llibre es va convertir en una pel·lícula protagonitzada per John Travolta i Robert Duvall, també titulada A Civil Action. La pel·lícula es va rodar en gran part a les properes Bedford i Lexington, amb només unes quantes fotografies a Woburn.